# Михајло Несторовић
Михајло Несторовић (Пожаревац, 1966) је српски глумац и режисер.

## Биографија
Завршио глуму на Академију уметности у Новом Саду 1993. године у класи професора Бранка Плеше. Стални је члан Народног позоришта Сомбор од 2001. године. Наступао је у позориштима широм Србије, у Београдском дамском позоришту у Београду, Позоришту Душко Радовић Београд, Звездара театар Београд, Крушевачком народном позоришту, Суботичком народном позоришту, Ужичком народном позоришту.
Осим глуме, бави се и режијом, како у професионалним, тако и у аматерским позориштима (Зајечар, Ужице, Сомбор, Чајетина, Црвенка, Пријепоље), као и продукцијом. Продуцент је ТВ серије „Сомборским сокаком“ у 15 епизода. Аутор је преко педесет кратких, документарних, рекламних филмова, спотова и реклама. Успешно се бавио и педагошким радом (Чајетина, Сомбор).
Од 2008. године, када преузима дужност директора Културног центра „Лаза Костић“, Сомбор и својим ангажовањем умногоме успео је да поврати стари сјај града који се оправдано зове Град Културе.
- Аутор је и оснивач Студентског уметничког фестивала Арт окупација у Сомбору
- Аутор и идејни творац Виминациум феста, међународног позоришног фестивала
- Идејни творац и један од покретача Међународног фестивала професионалних позоришта за децу и младе "Новосадске позоришне игре"
У Сомбору је покренуо и један је од оснивача Сомбор Филм феста

## Награде
- Златна значка КПЗ Србије
- Повељ Капетан Миша анастасијевић , за менаџера у култури ( 2x)
- Повеља Руске Републике Кома за међународну сарадњу
- Октобарска награда Града Пожаревца
- Награда "Пеца Петровић", за најбољег управника позоришта у Србији

## Професионални ангажман
Успешно је реализовао више од 200 пројеката годишње, а неки од најзначајнијих су свакако:
- Обновљена чувена „Ликовна јесен“, по којој је наш град годинама препознатљив,
- Идејни је творац јединствене манифестације „Културно лето на селу“, као и Сомборског лета на улици „Култура у срцу града“, који се одржавају сваке године,
- Један је од оснивача Џез фестивала у Сомбору, који већ постаје традиционалан, као и јединственог музичког фестивала СОМУС (Сомборске музичке свечаности),
- Личним ангажманом доводи у Сомбор велика музичка имена: Дарка Рундека, Рамба Амадеуса, Милана Тркуљу, Масима Савића, Дарквуд Даб, Дел арно бенд, Урбан, Арсена Дедића, Сергеја Трифуновића...

Под слоганом „Култура је одело града“ начинио је јединствен годишњи календар пројеката Културног центра „Лаза Костић“, Сомбор за читаву годину.
Као продуцент, крајем 2011. и почетком 2012. године је реализовао спектакл за децу „Снежна краљица“, изведен у Сомбору, у којој је било 130 учесника.
У протекле три године, организују ликовне изложбе на којима се излажу оригинална дела светски познатих сликара: Виктора Вазарелиа, Салвадора Далиа, Енди Ворхола, Пабла Пикаса, Мироа, Тапиеса. Продуцент је и издавач десетак аудио ЦД издања Културног центра.
Вишеструко је награђиван за свој рад.
Од 2007. до 2014. био је директор КЦ Лаза Костић Сомбор
Од јула 2014 - 2018 године, Директор Народног позоришта Сомбор.
2018. године, постаје директор Позоришта младих Нови Сад

## Улоге

### Народно позориште Сомбор
- Цар Лазар, Старац Фоча, МАРКО КРАЉЕВИЋ режија: Александар Божина (2012)
- Обрен, МАГНЕТИ режија: Душан Јовић (2011)
- Степан, ЖЕНИДБА режија: Ана Ђорђевић (2010)
- Торвалд Хелмер (у видео материјалу), НОРА (ЛУТКИНА КУЋА) режија: Предраг Штрбац (2010)
- ОГОВАРАЊЕ режија: Љубиша Ристић (2008)
- ВИА БАЛКАН режија: Горчин Стојановић (Путовање), Ларy Заппиа (Нигде другде), Кокан Младеновић (Путоказ) (2007)
- Фабрицио, момак у гостионици, МИРАНДОЛИНА режија: Филип Гринвалд (2007)
- Зевс, КАДМО КРАЉ режија: Нела Антоновић (2007)
- Ијен, МОНОГАМИЈА режија: Ана Томовић (2007)
- Нако, МАСКА режија: Горчин Стојановић (2007)
- Батић, ЛАЖА И ПАРАЛАЖА режија: Горчин Стојановић (2006)
- ВИС Рамбадеус - Вокални солиста 2, БАЛКАНСКИ ШПИЈУН режија: Кокан Младеновић (2005)
- Беба, НЕМИРКО И СВЕМИРКО режија: Саша Торлаковић (2004)
- Теча Јаков, ГОСПОЂА МИНИСТАРКА режија: Горчин Стојановић (2004)
- Чиновник / Писац Сусленко, МРТВЕ УШЕ режија: Татјана Мандић Ригонат (2003)
- Двобратски, Римова, Босој, Видов, Сврбова, Сниходски, МАЈСТОР И МАРГАРИТА режија: Кокан Младеновић (2003)
- Шпер, КАЗИМИР И КАРОЛИНА режија: Ива Милошевић (2002)
- Џемс, НИГДЕ НИКОГ НЕМАМ режија: Радослав Миленковић (2002)
- Краиша, Вучина, Добреч, ОПСАДА ЦРКВЕ СВЕТОГ СПАСА режија: Кокан Младеновић (2002)
- Син, ШЕСТ ЛИЦА ТРАЖЕ ПИСЦА режија: Давид Путник (2001)
- Јоса пандур, СУМЊИВО ЛИЦЕ режија: Јагош Марковић (1998)

### Народно позориште Ужице
- Клитандар, Учене жене, режија Бранко Плеша
- Октав, Скапенове подвале, режија Александра Ковачевић
- Иља, Праћка, режија Бранко Поповић; Димитрије Црнобарац
- Како засмејати господара, режија Кокан Младеновић
- Пер Гинт, Пер Гинт, режија Кокан Младеновић
- Орсино, Богојављенска ноћ, режија Бранко Поповић

### Звездара театар Београд
- Специјалац, Лари Томпсон, трагедија једне младости, режија Душан Ковачевић